# Fangxi (köpinghuvudort i Kina, Jiangxi Sheng, lat 28,35, long 114,64)
Fangxi är en köpinghuvudort i Kina. Den ligger i provinsen Jiangxi, i den sydöstra delen av landet, omkring 130 kilometer väster om provinshuvudstaden Nanchang. Antalet invånare är 19 132. Befolkningen består av 9 258 kvinnor och 9 874 män. Barn under 15 år utgör 22,0 %, vuxna 15-64 år 67 %, och äldre över 65 år 9,0 %.
Runt Fangxi är det tätbefolkat, med 266 invånare per kvadratkilometer. Närmaste större samhälle är Xinchang, 14,8 km öster om Fangxi. I omgivningarna runt Fangxi växer i huvudsak blandskog.
Genomsnittlig årsnederbörd är 2 214 millimeter. Den regnigaste månaden är maj, med i genomsnitt 382 mm nederbörd, och den torraste är oktober, med 45 mm nederbörd.